# L'odissea di Asterix
L'odissea di Asterix (L'Odissée d'Astérix) è la ventiseiesima storia a fumetti della serie Asterix, creata dal duo francese René Goscinny (sceneggiatura) e Albert Uderzo (disegni), la seconda scritta e disegnata dal solo Uderzo dopo la morte del collega avvenuta nel 1977. La sua prima pubblicazione in albo in lingua originale risale al 1981.

## Trama
Disperando ormai di piegare gli irriducibili Galli armoricani, Giulio Cesare accetta il consiglio del capo del suo servizio segreto Caius Sopercertus di inviare una spia presso il loro villaggio per svelare la ricetta della pozione magica che rende invincibili. Dal momento che tale segreto può essere trasmesso solo da druido a druido, Sopercertus invia perciò in Armorica Zerozeroseix, un abile druido-spia al suo servizio.
Nel frattempo, al villaggio, Panoramix, da giorni inquieto, viene a sapere che il mercante fenicio Grandimais, appena sbarcato con la sua mercanzia, ha dimenticato di portargli dell'"olio di roccia": a tale notizia il vegliardo ha un tale accesso d'ira da cadere a terra svenuto. Asterix e Obelix vanno perciò alla ricerca di un druido per guarirlo, e si imbattono proprio in Zerozeroseix che ha così modo di guadagnarsi la loro fiducia facendo tornare in sé Panoramix. Questi svela quindi che l'olio di roccia, una sostanza che sgorga solo nei deserti della Mesopotamia, è un ingrediente essenziale della pozione magica. Asterix e Obelix offrono allora immediatamente di recarsi in Medio Oriente per ottenerlo; dal canto suo, Zerozeroseix si offre di aiutarli, deciso in realtà a ostacolare la loro missione: Panoramix rifiuta infatti di svelare la ricetta della sua pozione, a meno di non ritrovarsi impossibilitato a fabbricarla in seguito al fallimento dei due.
I due Galli, la spia e Idefix si imbarcano così sulla nave di Grandimais alla volta della Regno di Giuda. Malgrado l'ostruzione dei Romani, allertati da Zerozeroseix, e i tradimenti di quest'ultimo, di cui Asterix riesce infine a sbarazzarsi, la coppia riesce infine a scoprire una sorgente di "petra oleum" in pieno deserto, e può dunque fare vela verso casa con una bisaccia colma del prezioso liquido. Ma la nave di Grandimais è stata incendiata sempre su ordine del druidi-spia per impedirgli di tornare in Gallia, così i Galli architettano un piano e si impadroniscono della galera di Sopercertus, attraccata al molo, e lo catturano assieme a Zerozeroseix; rifiutando di arrendersi, questi riesce a usare la sua mosca addestrata (con la quale scambiava messaggi con il suo capo per tutto il tempo per far fallire i Galli) per far sapere a Cesare che i Galli sono sprovvisti di pozione magica e che quindi devono agire ora, ingaggiando poi un'ultima zuffa con Asterix nel corso della quale la bisaccia si rompe e l'olio si disperde nell'Oceano.
Convinti di aver fallito, i mesti Asterix e Obelix tornano dunque al villaggio, ma ivi trovano i loro compatrioti satolli di pozione magica e vittoriosi contro i Romani. Un soddisfatto Panoramix rivela infatti di essere riuscito a sostituire nella ricetta l'olio di roccia con dell'estratto di barbabietola; passato il trauma, Asterix può così unirsi con Obelix al classico banchetto sotto le stelle, non prima di aver dato il definitivo benservito a Zerozeroseix e a Sopercertus, che vengono rispediti letteralmente a Roma in un baule. Sentendosi tradito, Cesare li farà diventare partecipi del nuovo gioco del circo, ovvero essere spalmati di miele e inseguiti da mosche affamate.

## Personaggi principali
I personaggi presenti nella storia più rilevanti ai fini della trama sono:
- Asterix: decide di intraprendere un lungo viaggio sino alla Mesopotamia per salvare il villaggio ora e sempre all'invasore romano
- Obelix: anche se dovrebbe restare in gallia per difendere il villaggio, essendo l'unico ad avere permanenti gli effetti della pozione magica, vuole seguire Asterix per aiutarlo nella ricerca del petrolio
- Zerozeroseix (Zérozérosix)[3]: druido-spia al servizio di Cesare, riesce a fingersi amico dei Galli sino a quando non mette in atto il suo piano per farli a Gerusalemme; scoperto e infine catturato da Asterix, nel finale viene inviato a Roma in un pacco regalo
- Caius Sopercertus (Caius Soutienmordicus)[4]: capo del servizio segreto romano, fin dall'inizio mette in atto i piani di Zerozeroseix per mettere i bastoni tra le ruote a Asterix e Obelix, ma alla fine condivide la sorte della spia
- Idefix: il cagnolino mette in mostra nella storia il suo ottimo olfatto, riuscendo a trovare una fonte di petrolio in pieno deserto. Obelix, orgoglioso, afferma come il suo cane sia in grado, annusando, di "trovare qualunque cosa: basta chiederglielo"

## Riferimenti storici

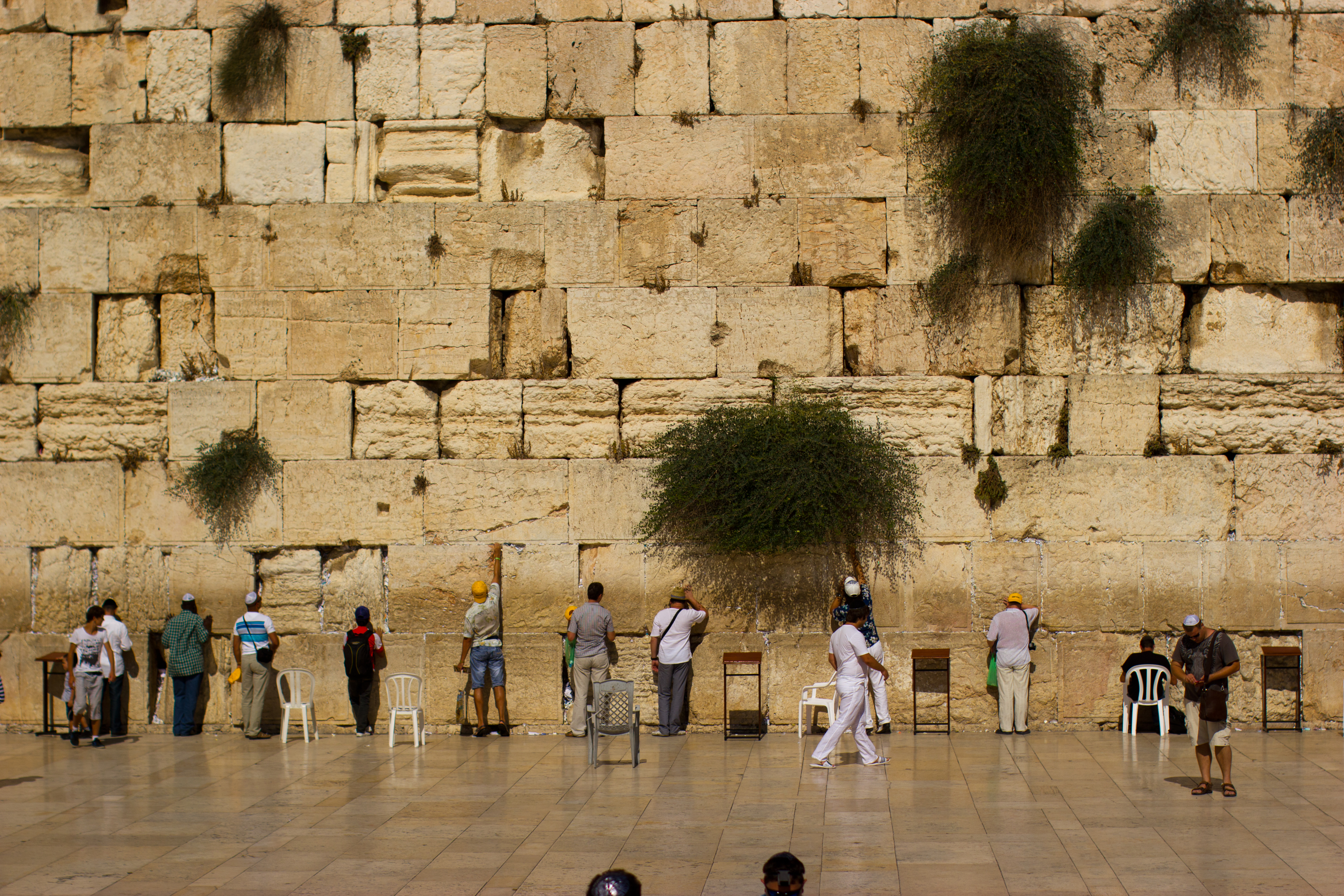
Il Muro del Pianto di Gerusalemme

L'autore realizzò l'ambientazione mediorientale in seguito ad un viaggio a Gerusalemme, città che lo affascinò molto e di cui cercò di ricreare l'atmosfera nei disegni. Alla ricerca dell'"olio di roccia" o Petra oleum, ovvero il petrolio, Asterix e Obelix si imbarcano su una nave fenicia attraversando il Mediterraneo diretti verso il Medio Oriente: lambiscono le città di Tiro, Sidone, Biblo e Arado e sbarcano infine in Palestina, nell'allora Regno di Giudea. Da lì i due si avviano verso Babilonia, in Mesopotamia, ma il viaggio viene loro risparmiato da Idefix che riesce a scoprire un pozzo di petrolio nel deserto, a poca distanza dal Mar Morto. Durante l'attraversata del deserto i due galli sono in più occasioni attaccati da vari gruppi di guerrieri (ittiti, accadi, medi, ecc) con riferimento ai numerosi conflitti in corso in Medio Oriente.

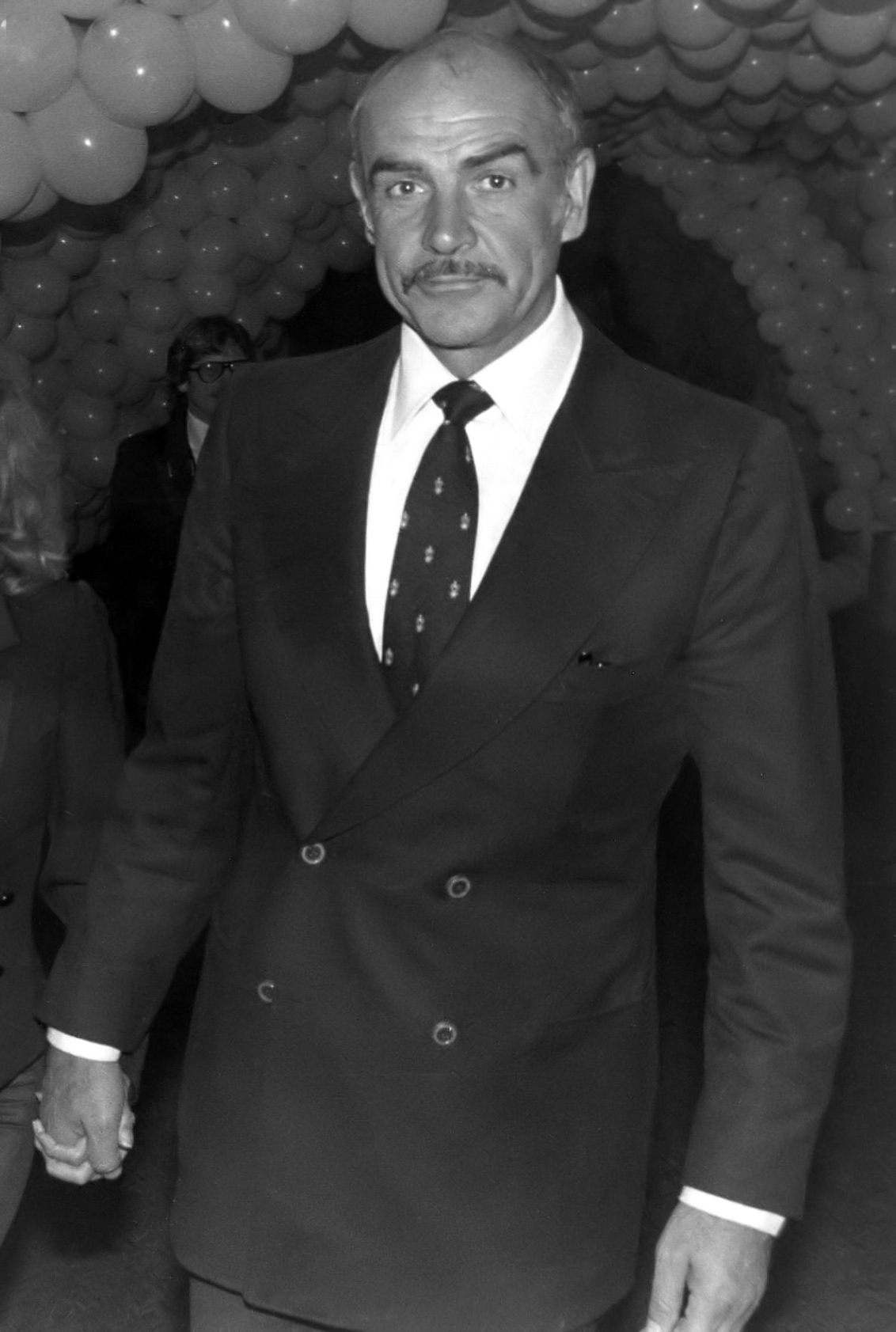
Sean Connery, che nell'albo presta il suo volto al personaggio di Zerozeroseix

Vista l'ambientazione, nella storia sono presenti numerosi riferimenti biblici e ai Vangeli: uno si ha nella tav. 25, allorché Grandimais, sbarcando i Galli, definisce la Palestina come la loro "Terra promessa". Successivamente, nella tav. 27, Uderzo fa passare ad Asterix e Obelix una notte in una capanna nei pressi di Betlemme, citando la natività mezzo secolo prima della nascita di Cristo. Nella tav. 31 appare il "Procuratore" romano della Giudea, Pontius Filatus, personaggio contraddistinto dalla fastidiosa abitudine di "lavarsi le mani", come il suo quasi omonimo successore Ponzio Pilato. Costui ha il volto dell'attore francese Jean Gabin, che interpretò appunto Pilato nel film Golgota del 1935. Il personaggio di Zerozeroseix, è ispirato sin dal nome a James Bond, l'agente segreto 007, oltre ad avere il volto e le fattezze di Sean Connery, Zerozeroseix possiede inoltre diversi gadget "tecnologici" che richiamano i celebri trucchi dell'agente segreto. Il personaggio inoltre somministra al druido Panoramix un "distillato di malto che si fa in Caledonia" (l'antica Scozia): altro riferimento a Sean Connery, da sempre vera e propria icona della Scozia.
Altre caricature si hanno nel personaggio di Sopercertus, che ha il volto dell'attore Bernard Blier, e in quello dell'ebreo Saul Dané, che nelle tavole 30/32 aiuta i due protagonisti: quest'ultimo ha le fattezze di René Goscinny. L'intero albo è dedicato alla memoria del fumettista, con dedica iniziale "a René".
Infine, da notare come in questo albo Obelix, sconvolto dal divieto ebraico di mangiare carne di maiale, si lanci in una "dotta" definizione del cinghiale chiamandolo "Singularis porcus". Questo è lo stesso termine utilizzato da Asterix in Asterix gladiatore, ma in entrambi i casi non si tratta del nome scientifico dell'animale quanto di un gioco di parole sulla parola francese sanglier (appunto "cinghiale") che a sua volta deriva effettivamente dal latino singularis.

## Storia editoriale
In Francia la storia fu pubblicata direttamente in albo cartonato nel 1981, dalla casa editrice Les Éditions Albert René (di proprietà della Hachette Livre).

### Edizioni estere

#### Italia
In Italia l'albo è edito, come gli altri della serie, da Mondadori; la prima edizione italiana risale al novembre 1981 per la traduzione di Alba Avesini. La storia è stata pubblicata a puntate anche all'interno della rivista Il Giornalino (Edizioni San Paolo), nella quale fece la sua prima apparizione nel 1982 venendovi poi ristampata periodicamente. Tale edizione è basata su quella Mondadori e presenta la stessa traduzione. Inoltre, nel 2003 la storia è stata inserita all'interno del volume Asterix, il 19° de I classici del fumetto di Repubblica, serie edita in allegato con il quotidiano La Repubblica. Anche questa edizione seguiva quella Mondadori, con stesso titolo e traduzione della storia.

## In altre lingue
Il titolo originale dell'albo, L'Odyssée d'Astérix, è stato tradotto come segue in alcune delle principali lingue in cui il fumetto è edito; vengono inoltre indicate la casa editrice e l'anno di prima pubblicazione:
- catalano: L'odissea d'Astèrix - Salvat editores,  Spagna
- ceco: Asterixova odysea - Egmont ČR,  Rep. Ceca, 2006
- danese: Asterix' odyssé - Egmont Serieforlaget A/S,  Danimarca, 1981
- ebraico: אסטריקס וירושלים של זהב שחור  (Asterix vi-Yerushalayim shel zahav shakhor) - Modan Publishers,  Israele, 2008
- finlandese: Asterixin harharetket - Egmont Kustanus Oy,  Finlandia, 1982
- greco: Η οδύσσεια του Αστερίξ - Anglo Hellenic Agency,  Grecia
- inglese: Asterix and the Black Gold - Orion,  Regno Unito, 1982
- norvegese: Asterix' Odysse - Egmont Serieforlaget A/S,  Norvegia, 1982
- olandese: De odyssee van Asterix - Éditions Albert René (Hachette Livre),  Paesi Bassi, 1981
- polacco: Odyseja Asteriksa - Egmont Poland Ltd,  Polonia, 1996
- portoghese: A odisseia de Astérix - Edições ASA,  Portogallo
- spagnolo: La odisea de Astérix - Salvat editores,  Spagna
- svedese: Asterix på irrvägar - Egmont Kärnan AB,  Svezia, 1981
- tedesco: Die Odysee - Egmont Ehapa Verlag,  Germania, 1982